# Île aux Cochons
Île aux Cochons ili Otok svinja je nenaseljeni otok u subantarktičkom otočju Crozet. Sa površinom od 67 km2 to je treći najveći otok u skupini. Administrativno je dio francuskih južnih i antarktičkih zemalja.

## Opis
Île aux Cochons je najzapadniji otok arhipelaga, smješten oko 30 km sjeverozapadno od Île des Pingouins i 15 km jugozapadno od Îlots des Apôtres. To je erodirana vulkanska kupola, razbacana neaktivnim kraterima i obala koja se dijelom sastoji od niskih litica. Uvedene vrste uključuju mačke, kunići i miševe. Uvedene svinje po kojima je otok dobio ime su iskorijenjene. Ne postoji ljudska infrastruktura, a posjeti istraživača su rijetki.

## Važno područje za ptice
BirdLife International označio je otok kao važno područje za ptice (IBA) kao mjesto za razmnožavanje morskih ptica, a posebno zbog velike populacije pingvina. Tu je bila najveća svjetska kolonija kraljevskih pingvina, s oko pola milijuna parova koji su se gnijezdili 1980-ih, ali do 2018. to je palo na 60 000 parova, iz još neobjašnjenih razloga.
Postoji i znatan broj žutonogih pingvina, zlatnouhih pingvina (Eudyptes chrysolophus) i krunatih pingvina (Eudyptes moseleyi). Također ima najveću koloniju albatrosa lutalica (Diomedea exulans) u Indijskom oceanu, s oko 1200 parova, kao i četiri milijuna parova širokorepih zovoja i milijun parova zdepastih burnica (Pelecanoides georgicus). Kerguelenske patke (Anas eatoni) su također prisutne. Postoje velike populacije tuljana Mirounga leonina, Arctocephalus gazella i Arctocephalus tropicalis.

### Opadanje populacije pingvina
U izvješću iz 2018. u časopisu Antarctic Science, istraživači su procijenili da se populacija kraljevskih pingvina na otoku smanjila s 500.000 parova koji se razmnožavaju na samo 60.000. Sa zadnjim prebrojavanjem populacije pingvina 1982. godine, najnovije pokazuje smanjenje populacije kolonije od 88%. Istraživači još uvijek nisu sigurni u uzrok, ali su sugerirali klimatske promjene, bolesti ili nedostatak resursa. Istraživačka ekspedicija na otok planirana je za kasnu jesen 2019.

## Vanjske poveznice
|  | Zajednički poslužitelj ima još gradiva o temi Île aux Cochons |